# George Washington Memorial Bridge
Pour les articles homonymes, voir Aurora.
Le George Washington Memorial Bridge (appelé également Aurora Bridge) est un pont cantilever en treillis. Ce pont, sur lequel passe l’Aurora Avenue N. (State Route 99 (en)), est situé à l'ouest du lac Union de  Seattle entre Queen Anne et Fremont, juste à l'Est de Fremont Cut (en). Il fait 898 m de long, 21 m de large et 51 m de haut. Il appartient et est géré par le Washington State Department of Transportation (en).
Le George Washington Memorial Bridge ouvre au trafic le 22 février 1932. Il rentre au Registre national des lieux historiques en 1982. Ce pont est connu pour les suicides par saut qui y ont lieu et de nombreuses études l'on utiliser comme cas d'école dans des domaines qui vont de la prévention du suicide à la gestion pré-hôpital des victimes de traumatismes.
En 1998 un conducteur de bus est tué par balle alors qu'il conduit sur le pont, causant la chute du bus dans le lac et la mort d'un des passagers.